# Katsuragi (Nara)
Katsuragi (葛城市 Katsuragishi) is een stad in de prefectuur Nara op het Japanse eiland Honshu. De stad heeft een oppervlakte van 33,73 km² en 35.937 inwoners (2007).

## Geschiedenis
Katsuragi werd een stad (shi) op 1 oktober 2004 na samenvoeging van de steden Shinjō (新庄町, Shinjōcho) en Taima (當麻町, Taimacho).

## Verkeer
Katsuragi ligt aan de Wakayama-lijn van de West Japan Railway Company en aan de Minami-Osaka-lijn en de Gose-lijn van Kintetsu (近畿日本鉄道株式会社, Kinki Nippon Tetsudō).
Katsuragi ligt aan de volgende autowegen :
- Autoweg 24 (richting Kyoto en Wakayama)
- Autoweg 165
- Autoweg 166
- Autoweg 168 (richting Hirakata in de prefectuur Osaka en richting Shingū)